# ACS Earth and Space Chemistry
ACS Earth and Space Chemistry (nach ISO 4-Standard in Literaturzitaten mit ACS Earth Space Chem. abgekürzt) ist eine monatlich erscheinende Fachzeitschrift, die von der American Chemical Society herausgegeben wird. Die Erstausgabe erschien im März 2017. Das Ziel der Zeitschrift ist es, Artikel zur Anwendung von analytischer, experimenteller und theoretischer Chemie auf zentrale Fragestellungen und Forschungsgebiete zur Erde und dem Weltall zu veröffentlichen. Dazu zählen Bereiche wie Geochemie, Meereschemie oder Astrochemie.
Aktueller Chefredakteur ist Joel D. Blum von der University of Michigan (Ann Arbor, Vereinigte Staaten).